# Туристично-інформаційний центр
Туристи́чно-інформаці́йний центр (ТІЦ) — це місце де надається інформація про туристично-рекреаційні можливості, в тому числі місця, ресурси обраного туристами регіону. 

## Види
Є різні типи центрів — міські центри, екологічні, маркетингові, презентаційні, культурницькі, дорожньо-інформаційні, допоміжні офіси та місця.

## Головні завдання ТІЦ
Головними завданнями ТІЦ є отримання та надання інформації про:
- Сектор розміщення
- Транспортні послуги
- Культурні заклади та події
- Природне середовище
- Загальна туристична інформація про регіон: туристичні карти, базовий план місцевості, туристична література
- Креативність туріндустрії
- Якість людських ресурсів в туріндустрії
- Свідомість влади щодо туризму
- Свідомість населення щодо туризму

Надання туристично-інформаційних послуг для відвідувачів та потенційних гостей регіону:
- Інформація про транспортні послуги: таксі, громадський транспорт, водний транспорт, автобусні перевезення
- Інформація про тури по визначним місцям: гіди, перекладачі. Шопінг, оглядові тури, спеціальні екскурсії, відвідання музеїв
- Інформація про основні туристичні атракції: фестивалі, театри, кінотеатри, галереї, спортивні змагання, ярмарки, виставки, паломництво. Природні атракції. Історико-культурний потенціал. Активний відпочинок.
- Інформація про розміщення: готелі, мотелі, пансіонати, сільський зелений туризм, санаторії
- Інформація про заклади харчування: ресторани, кав'ярні, національні ресторани
- Інформація про інші турпослуги: сувеніри, дегустація, прокат, СПА-послуги, ВЕЛНЕС-послуги, рекреаційні заклади, гірськолижні витяги, семінари, конференції, масові заходи, спортивна інфраструктура.
- Спеціальна інформація: лікарні, міліція, аптеки, консульства, урядові установи.

В ТІЦ можливо отримати місцеву, регіональну та республіканську інформацію що відносно мережі туристично-інформаційних центрів в Україні.